# Lasiopogon brachypterus
Lasiopogon brachypterus là một loài thực vật có hoa trong họ Cúc. Loài này được O.Hoffm. ex Zahlbr. mô tả khoa học đầu tiên năm 1905.